# Championnats de Tunisie d'athlétisme 2012
Navigation
2011 2013
Les championnats de Tunisie d'athlétisme 2012 sont une compétition tunisienne d'athlétisme disputée en 2012. Ils se disputent les 23 et 24 juin pour les épreuves de marche, de fond et de combinés puis les 7 et 8 juillet pour les autres épreuves, le tout au stade d'athlétisme de Radès, situé à côté du stade olympique.

## Palmarès
| Discipline             | Hommes                                  | Hommes          | Femmes                             | Femmes          |
| ---------------------- | --------------------------------------- | --------------- | ---------------------------------- | --------------- |
| 100 m                  | Bilel Benzaïd                           | 11 s 15         | Eya Lakhal                         | 12 s 42         |
| 200 m                  | Seif Eddine Kraiem                      | 22 s            | Eya Lakhal                         | 24 s 91         |
| 400 m                  | Ziad Azizi                              | 48 s 92         | Soumaya Bousaid                    | 57 s 51         |
| 800 m                  | Bilel Sahli                             | 1 min 53 s 7    | Haifa Tarchoun                     | 2 min 12 s 56   |
| 1 500 m                | Abderraouf Boubaker                     | 3 min 46 s 27   | Haifa Tarchoun                     | 4 min 29 s 9    |
| 5 000 m                | Salah Badri                             | 14 min 26 s 34  | Amira Azizi                        | 21 min 0 s 22   |
| 10 000 m               | Salah Badri                             | 30 min 51 s 2   | Haifa Tarchoun                     | 38 min 31 s 9   |
| 100 m haies            |                                         |                 | Refka El Ammari                    | 15 s 60         |
| 110 m haies            | Mehdi Mersni                            | 15 s 0          |                                    |                 |
| 400 m haies            | Mondher Rabhi                           | 56 s 24         | Maroua Boumaiza                    | 1 min 2 s 93    |
| 3 000 m steeple        | Imed Zaidi                              | 8 min 49 s 17   | Rafika Abdennebi                   | 11 min 12 s 21  |
| Relais 4 × 100 mètres  | Association sportive militaire de Tunis | 43 s 51         | Athletic Club de Nabeul            | 51 s 92         |
| Relais 4 × 400 mètres  | Athletic Club de Nabeul                 | 3 min 29 s 42   | Club sportif de la Garde nationale | 4 min 3 s 13    |
| Saut en longueur       | Walid Nsiri                             | 6,79 m          | Aida Ben Alaya                     | 5,34 m          |
| Triple saut            | Yassine Hmadi                           | 14,41 m         | Fatma Ben Lahmedi                  | 12,73 m         |
| Saut en hauteur        | Slim Troudi                             | 1,95 m          | Maroua El Najjar                   | 1,65 m          |
| Saut à la perche       | Sami Belrhaim                           | 4,60 m          | Nadia Belkhir                      | 3,40 m          |
| Lancer du poids        | Wajdi Bellili                           | 15,12 m         | Sihem El Marrakchi                 | 12,97 m         |
| Lancer du disque       | Wajdi Bellili                           | 43,31 m         | Kalthoum Saadaoui                  | 44,55 m         |
| Lancer du marteau      | Saber Souid                             | 46,09 m         | Hiba Cherni                        | 47,37 m         |
| Lancer du javelot      | Sadok Anane                             | 69,48 m         | Sihem El Marrakchi                 | 41,20 m         |
| Décathlon              | Walid Nsiri                             | 5 997 points    |                                    |                 |
| Heptathlon             |                                         |                 | Maroua Najjar                      | 4 366 points    |
| Semi-marathon          |                                         |                 |                                    |                 |
| 10 km marche sur piste | Khaled Othmani                          | 47 min 13 s 8   | Pas de concurrentes                |                 |
| 20 km marche sur route | Hédi Teraoui                            | 1 h 36 min 31 s | Olfa Lafi                          | 1 h 39 min 15 s |